# Eparquía de Mananthavady
La eparquía de Mananthavady (en latín: Eparchia Manantoddiensis y en inglés: Syro-Malabar Catholic Eparchy of Mananthavady) es una circunscripción eclesiástica de la Iglesia católica en India. Se trata de una eparquía siro-malabar, sufragánea de la archieparquía de Tellicherry. Desde el 18 de marzo de 2004 su eparca es José Porunnedom.

## Territorio y organización
La eparquía tiene 13 036 km² y extiende su jurisdicción sobre los fieles católicos de siro-malabares residentes en el estado de Kerala en el distrito de Wayanad y en algunas parroquias de los distritos de Kannur y Malappuram; y en el distrito de Nilgiris en el estado de Tamil Nadu.
La sede de la eparquía se encuentra en la ciudad de Mananthavady, en donde se halla la Catedral de San José.
En 2021 en la eparquía existían 157 parroquias.

## Historia
En el período posterior a la Segunda Guerra Mundial (1945-1960) la escasez de alimentos hizo que muchos habitantes del centro de Kerala emigraran hacia el norte del estado y a sectores aledaños de Tamil Nadu y de Karnataka. En esas regiones fue establecida la eparquía de Tellicherry (hoy archieparquía) el 31 de diciembre de 1953.
La eparquía de Mananthavady fue erigida el 1 de marzo de 1973 con la bula Quanta gloria del papa Pablo VI, separando territorio de la eparquía de Tellicherry (Wayanad del Norte y Wayanad del Sur en Kerala; los distritos de Shimoga, Chikmagalur, Hassan, Mandya, Mysore en Karnataka; y el distrito de Nilgiris en Tamil Nadu). Originariamente era sufragánea de la archieparquía de Ernakulam (hoy archieparquía de Ernakulam-Angamaly).

Ab Eparchia Tellicherriensi civiles districtus detrahimus, quibus sunt nomina vulgaria: Nord Wyanad, Sud Wyanad, Shimoga, Chigmagalur, Hassan, Mandya, Mysore, Nilgiris, iisque novam Eparchiam constituimus, cuius erit appellatio Manantoddyensis, ab urbe regionis principe Manantoddy. Huius Ecclesiae Sedem atque Episcopi domicilium in hac eadem urbe ponimus, cathedramque docendae doctrinae in templo praecipuo loci, quod nempe iuribus debitis insignimus. Tum Eparchiam praeterea, tum eius Eparchum metropolitanae Sedi Ernakulamensi eiusque Metropolitae subicimus suffraganeos.

El 4 de diciembre de 1975 por decreto de la Congregación para las Iglesias Orientales incorporó más porciones de territorio de Kerala que pertenecían a la eparquía de Tellicherry: las parroquias del Manimooly Forane en el distrito de Malappuram y algunas parroquias del Peravoor Forane en el distrito de Kannur. 
El 18 de mayo de 1995 entró a formar parte de la provincia eclesiástica de la archieparquía de Tellicherry.
El 21 de agosto de 2007 cedió una porción de su territorio (el distrito de Shimoga en Karnataka) para la erección de la eparquía de Bhadravathi.
El 15 de enero de 2010 cedió otra porción de territorio en Karnataka a la eparquía de Bhadravathi (distrito de Chikmagalur) y para la erección de la eparquía de Mandya (distritos de Mandya, Mysore, Hassan y Chamrajnagar —separado de Mysore en 1998—).

## Estadísticas
Según el Anuario Pontificio 2022 la eparquía tenía a fines de 2021 un total de 177 102 fieles bautizados.
| Año                                                                             | Población            | Población  | Población      | Sacerdotes | Sacerdotes    | Sacerdotes    | Bautizados por sacerdote | Diáconos permanentes | Religiosos | Religiosos | Parroquias |
| Año                                                                             | Bautizados católicos | Total      | % de católicos | Total      | Clero secular | Clero regular | Bautizados por sacerdote | Diáconos permanentes | Varones    | Mujeres    | Parroquias |
| ------------------------------------------------------------------------------- | -------------------- | ---------- | -------------- | ---------- | ------------- | ------------- | ------------------------ | -------------------- | ---------- | ---------- | ---------- |
| 1980                                                                            | 110 217              | ?          | ?              | 64         | 64            |               | 1722                     | 1                    | 7          | 366        | 103        |
| 1990                                                                            | 130 000              | 8 526 000  | 1.5            | 185        | 84            | 101           | 702                      |                      | 119        | 795        | 130        |
| 1999                                                                            | 171 000              | 8 105 000  | 2.1            | 223        | 142           | 81            | 766                      |                      | 258        | 1339       | 127        |
| 2000                                                                            | 171 200              | 8 107 000  | 2.1            | 205        | 145           | 60            | 835                      |                      | 234        | 1386       | 153        |
| 2001                                                                            | 162 800              | 9 500 000  | 1.7            | 212        | 152           | 60            | 767                      |                      | 242        | 1323       | 153        |
| 2002                                                                            | 164 823              | 10 000     | 1.6            | 211        | 151           | 60            | 781                      |                      | 239        | 1180       | 153        |
| 2003                                                                            | 165 653              | 10 000     | 1.7            | 266        | 206           | 60            | 622                      |                      | 239        | 1371       | 156        |
| 2004                                                                            | 166 000              | 10 000     | 1.7            | 362        | 212           | 150           | 458                      |                      | 304        | 1427       | 157        |
| 2009                                                                            | 167 200              | 10 395 394 | 1.6            | 449        | 225           | 224           | 372                      |                      | 385        | 1502       | 142        |
| 2013                                                                            | 174 020              | 5 570 210  | 3.1            | 468        | 178           | 290           | 371                      |                      | 459        | 1325       | 146        |
| 2016                                                                            | 172 282              | 1 603 885  | 10.7           | 489        | 194           | 295           | 352                      |                      | 453        | 1343       | 151        |
| 2019                                                                            | 176 562              | 1 617 900  | 10.9           | 660        | 290           | 370           | 267                      |                      | 566        | 1370       | 153        |
| 2021                                                                            | 177 102              | 1 623 000  | 10.9           | 684        | 302           | 382           | 258                      |                      | 564        | 1350       | 157        |
| Fuente: Catholic-Hierarchy, que a su vez toma los datos del Anuario Pontificio. |                      |            |                |            |               |               |                          |                      |            |            |            |

## Episcopologio
- Jacob Thoomkuzhy (1 de marzo de 1973-18 de mayo de 1995 nombrado eparca de Thamarasserry)
- Emmanuel Pothanamuzhy, C.M.I. † (11 de noviembre de 1996-6 de abril de 2003 falleció)
- José Porunnedom, desde el 18 de marzo de 2004